# Albă zaharoasă
Albă zaharoasă este un vechi soi românesc de struguri.